# Dale Hunter
Dale Robert Hunter (* 31. Juli 1960 in Petrolia, Ontario) ist ein ehemaliger kanadischer Eishockeyspieler sowie derzeitiger -trainer und -funktionär, der im Verlauf seiner aktiven Karriere zwischen 1977 und 1999 unter anderem 1593 Spiele für die Nordiques de Québec, Washington Capitals und Colorado Avalanche in der National Hockey League auf der Position des Centers bestritten hat. Hunter, der den Spielertyp des Enforcers verkörperte und dessen Trikotnummer 32 von den Washington Capitals gesperrt wurde, ist der einzige Spieler der NHL-Geschichte über 300 Tore, 1000 Scorerpunkte und 3000 Strafminuten erhielt. Mit seinen insgesamt 3565 Strafminuten in der regulären Saison rangiert er hinter Tiger Williams auf dem zweiten Platz der ewigen Bestenliste. Seit 2001 trainiert er mit Ausnahme einer knapp einjährigen Unterbrechung die London Knights aus der Ontario Hockey League.

## Karriere

### Spielerkarriere
Dale Hunter begann seine Karriere 1977 in der kanadischen Juniorenliga Ontario Major Junior Hockey League bei den Kitchener Rangers, für die er ein Jahr spielte, ehe er ab 1978 für die Sudbury Wolves aufs Eis ging. Dort schaffte er in seinem ersten Jahr 110 Punkte und konnte somit die Talentscouts der National Hockey League auf sich aufmerksam machen. Im NHL Entry Draft 1979 wurde er dann in der zweiten Runde an Position 41 von den Nordiques de Québec ausgewählt.
Nach einem weiteren Jahr in Sudbury schloss er sich dann im Herbst 1980 den Nordiques an. Gleich in seiner ersten Saison kam er in 80 Spielen auf 63 Punkte, aber auch auf 226 Strafminuten. In seiner zweiten Saison kassierte er sogar 272 Strafminuten, was für ihn den höchsten Wert in seiner Karriere darstellen sollte.
In seiner Zeit in Québec hielt er seine Punktewerte konstant auf gutem Niveau. Sein niedrigster Wert lag bei 63, sein höchster bei 79 Punkten. Auch die Zeit, die er pro Saison auf der Strafbank verbrachte, hielt er konstant und zwar bei mindestens 200 Minuten. Nur in der Saison 1986/87 wich er von seiner Linie ab, da er 34 Spiele wegen eines gebrochenen Bein ausfiel. Da Hunter das harte Spiel liebte und auch mal die Fäuste fliegen ließ, pflegte er besonders mit den Spielern des Lokalrivalen Canadiens de Montréal eine harte Rivalität.
1987 wurde er zu den Washington Capitals transferiert. Dort konnte er in seinen ersten vier Jahren nicht mehr so gut Punkten wie in Québec, doch durch sein körperlich hartes Spiel hatte er trotzdem große Bedeutung für das Team. 1991/92 fand er seine Scorerqualitäten wieder und schaffte mit 78 Punkten den zweithöchsten Wert in seiner Karriere. Im Jahr darauf erzielte er 79 Punkte, was er bereits neun Jahre zuvor geschafft hatte. Doch in dieser Saison schrieb Hunter auch wieder Schlagzeilen wegen seines harten Spiels. In den Playoffs trafen die Capitals auf die New York Islanders in der ersten Runde und lagen nach fünf Spielen mit 2-3 zurück. Im sechsten Spiel sah es auch nicht gut für die Capitals aus und nach einem Tor der Islanders brach Hunter dem jubelnden Torschützen Pierre Turgeon mit einem Cross-Check gegen die Bande das Schlüsselbein. Dale Hunter wurde für dieses Foul für die ersten 21 Spiele der Saison 1993/94 gesperrt.
1994 wurde Dale Hunter zum Mannschaftskapitän der Washington Capitals ernannt. Hunter punktete in den folgenden Jahren immer weniger und sammelte auch weniger Strafminuten. Doch im Jahr 1997 kam er zu seiner ersten Berufung ins NHL All-Star Game. Das nächste Highlight folgte im Jahr darauf, als er mit den Capitals in die Finalserie der Stanley-Cup-Playoffs 1998 einziehen konnten, aber dort den Detroit Red Wings unterlagen.

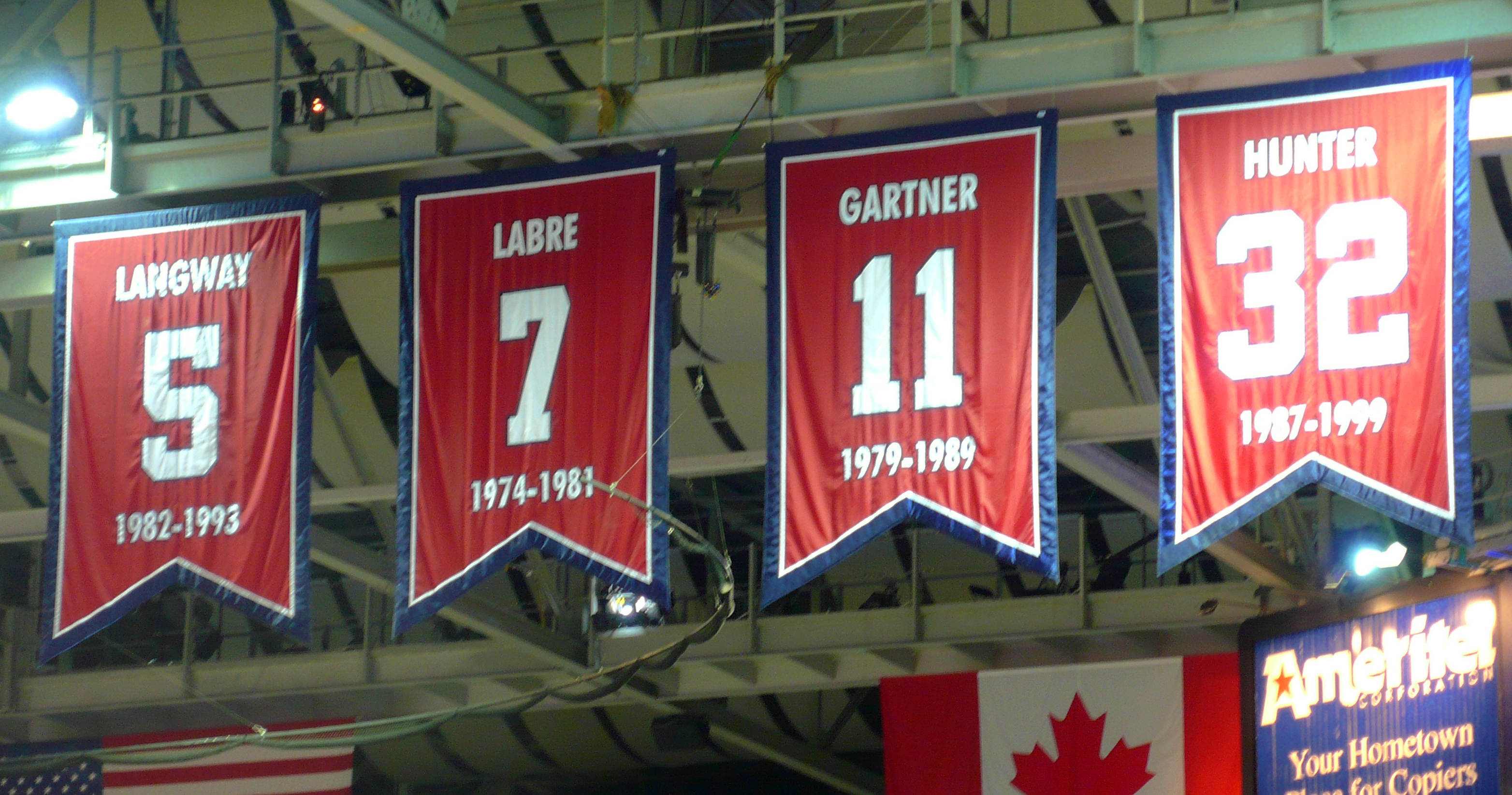
Die Banner der gesperrten Nummern der Washington Capitals

Die darauffolgende Saison 1998/99 verlief zum größten Teil eher negativ. In 50 Spielen hatte Hunter nur fünf Punkte gesammelt. Hunters ehemaliges Team aus Québec hatte im Laufe der Jahre keine sportlichen Erfolge vorzuweisen und auch finanziell lief es nicht gut, sodass das Team im Sommer 1995 nach Denver umsiedelte und den Namen Colorado Avalanche angenommen hatte. Im März 1999 wurde Hunter zu den Avalanche transferiert und somit zu dem Franchise, wo er seine Karriere begann. Hunter konnte in den restlichen zwölf Spielen der regulären Saison antreten und erzielt mit zwei Toren und vier Assists mehr Punkte als in 50 Spielen in Washington. In den Playoffs zog das Team bis ins Finale der Western Conference ein, wo man sich jedoch dem späteren Stanley-Cup-Sieger Dallas Stars in sieben Spielen geschlagen geben musste.
Hunter beendete daraufhin seine Karriere. In 1407 Spielen konnte er 1020 Punkte erzielen. Am 11. März 2000 hängten die Washington Capitals in einer feierlichen Zeremonie vor einer NHL-Partie einen Banner mit der Trikotnummer 32 zu Ehren von Dale Hunter an die Decke des Eisstadions. Die Nummer wird an keinen Spieler der Capitals mehr vergeben und ist die größte Ehre, die eine Mannschaft einem Spieler zukommen lassen kann.

### Trainerkarriere
Direkt nach seinem Karriereende bekam Hunter einen Posten bei den Capitals als Direktor der Spielerausbildung, den er einige Zeit ausübte. Im Mai 2000 kauften sich Hunter und sein Bruder Mark das Juniorenteam London Knights in der kanadischen Ontario Hockey League. Während Dale Hunter den Posten als Trainer übernahm, übte sein Bruder den Posten als General Manager aus.
Innerhalb von drei Jahren führte er die Knights an die Spitze der Liga, musste sich aber noch im Conference-Finale geschlagen geben. Trotzdem wurde Hunter mit der Matt Leyden Trophy als bester Trainer der OHL und mit dem Brian Kilrea Coach of the Year Award als bester Trainer der Canadian Hockey League geehrt. 2004/05 gewannen die Knights schließlich souverän den J. Ross Robertson Cup und anschließend auch den Memorial Cup. Innerhalb der Saison bestritten die Knights insgesamt 90 Spiele, von denen sie 79 siegreich bestritten und neun verloren. Erneut erhielt Hunter daraufhin die Matt Leyden Trophy.
In den folgenden zwei Jahren gehörten die Knights weiterhin zur Spitze der OHL und scheiterten 2006 erst im Finale der Playoffs und 2007 im Conference-Finale. Die Saison 2007/08 erlebten sie einen Rückschritt, als sie bereits in der ersten Runde der Playoffs ausschieden.
Unter Hunter spielten in London unter anderem die heutigen NHL-Spieler Corey Perry und Sam Gagner sowie der Gesamterste des NHL Entry Draft 2007, Patrick Kane.
Nach der Entlassung Bruce Boudreaus als Cheftrainer der Washington Capitals wurde Hunter am 28. November 2011 als dessen Nachfolger präsentiert. Mit Washington erreichte Hunter das Eastern-Conference-Halbfinale, wo er mit seiner Mannschaft an den New York Rangers scheiterte. Zwei Tage nach dem Ausscheiden verkündete er seinen Rücktritt vom Trainerposten und kehrte nach London zurück. Dort gewann er in der folgenden Saison mit der Mannschaft erneut den J. Ross Robertson Cup sowie 2016 zum zweiten Mal den Memorial Cup.
Bei der U20-Weltmeisterschaft 2020 führte Hunter die kanadische U20-Nationalmannschaft zur Goldmedaille.

## Erfolge und Auszeichnungen

### Als Spieler
- 1997 NHL All-Star Game
- 2000 Sperrung der Trikotnummer 32 durch die Washington Capitals

### Als Trainer
| - 2004 OHL First All-Star-Team - 2004 Matt Leyden Trophy - 2004 Brian Kilrea Coach of the Year Award - 2005 J.-Ross-Robertson-Cup-Gewinn mit den London Knights - 2005 OHL First All-Star-Team - 2005 Memorial-Cup-Gewinn mit den London Knights - 2005 Matt Leyden Trophy | - 2006 OHL Second All-Star-Team - 2010 OHL First All-Star-Team - 2013 Goldmedaille beim Ivan Hlinka Memorial Tournament - 2013 J.-Ross-Robertson-Cup-Gewinn mit den London Knights - 2016 J.-Ross-Robertson-Cup-Gewinn mit den London Knights - 2016 Memorial-Cup-Gewinn mit den London Knights - 2020 Goldmedaille bei der U20-Weltmeisterschaft |

## Karrierestatistik
(Legende zur Spielerstatistik: Sp oder GP = absolvierte Spiele; T oder G = erzielte Tore; V oder A = erzielte Assists; Pkt oder Pts = erzielte Scorerpunkte; SM oder PIM = erhaltene Strafminuten; +/− = Plus/Minus-Bilanz; PP = erzielte Überzahltore; SH = erzielte Unterzahltore; GW = erzielte Siegtore; 1 Play-downs/Relegation; Kursiv: Statistik nicht vollständig)

### NHL-Trainerstatistik
(Legende zur Trainerstatistik: Sp oder GC = Spiele insgesamt; W oder S = erzielte Siege; L oder N = erzielte Niederlagen; T oder U = erzielte Unentschieden; OTL oder OTN = erzielte Niederlagen nach Overtime oder Shootout; Pts oder Pkt = erzielte Punkte; Pts% oder Pkt% = Punktquote; Win% = Siegquote; Resultat = erreichte Runde in den Play-offs)

## Familie
Dale Hunter hat zwei Brüder, die ebenfalls in der NHL gespielt haben. Sein älterer, Dave, absolvierte 746 Spiele in der NHL und erzielte dabei 323 Punkte. 1984, 1985 und 1987 konnte er mit den Edmonton Oilers den Stanley Cup gewinnen. Zwei Jahre jünger als Dale ist sein zweiter Bruder. Mark spielte 628 Mal in der NHL und erzielt dabei 384 Punkte. 1989 gewann er mit den Calgary Flames den Stanley Cup.
Dylan Hunter, Dales Sohn, war ebenfalls als professioneller Eishockeyspieler aktiv.

## Sonstiges
- Dale Hunter verbrachte in seiner gesamten NHL-Karriere 3.565 Minuten auf der Strafbank. Tiger Williams ist der einzige Spieler in der Geschichte der NHL, der mehr Strafminuten kassiert hatte.
- Seinen Ruf als Raubein behielt er auch nach seiner Karriere als Spieler. Besonders als Trainer in der OHL ist er mehrmals negativ aufgefallen. Im September 2005 erhielt er eine Sperre von vier Spielen, nachdem er in einem Testspiel einen Spieler aufs Eis geschickt hatte, der eine Schlägerei auslösen sollte. Wegen seines Verhaltens gegenüber dem Schiedsrichter wurde Hunter im Januar 2006 für zwei Spiele gesperrt. Im Mai 2006 musste er 5.000 Dollar Strafe zahlen, weil er die Schiedsrichter massiv kritisiert hatte, nachdem sein Team aus den Playoffs ausgeschieden war. Wegen Fahren unter Alkoholeinfluss wurde er im Juli 2006 festgenommen und verurteilt. Im September 2006 wurde er suspendiert, da er Matt Davis aufs Eis schickte, um in einer Schlägerei mitzumischen.